# Liorhina sera
Liorhina sera är en insektsart som först beskrevs av Van Duzee 1940.  Liorhina sera ingår i släktet Liorhina och familjen spottstritar. Inga underarter finns listade i Catalogue of Life.